# Associazione Calcio Sanvito Benevento 1961-1962
Questa voce raccoglie le informazioni riguardanti l'Associazione Calcio Sanvito Benevento nelle competizioni ufficiali della stagione 1961-1962.

## Rosa
| N. |                   | Ruolo | Calciatore         |
| -- | ----------------- | ----- | ------------------ |
|    | Italia (bandiera) | C     | Marcello Alberici  |
|    | Italia (bandiera) | D     | Ennio Aliverti     |
|    | Italia (bandiera) | A     | Gino Baldasseroni  |
|    | Italia (bandiera) | D     | Dino Bianchi       |
|    | Italia (bandiera) | P     | Ennio Bonato       |
|    | Italia (bandiera) | C     | Pietro Capuano     |
|    | Italia (bandiera) |       | Casisa             |
|    | Italia (bandiera) | C     | Tullio Codiglia    |
|    | Italia (bandiera) | A     | Salvatore Firicano |
|    | Italia (bandiera) | D     | Angelo Forgione    |

| N. |                   | Ruolo | Calciatore                    |
| -- | ----------------- | ----- | ----------------------------- |
|    | Italia (bandiera) | D     | Giovanni Battista Fracassetti |
|    | Italia (bandiera) | A     | Ampelio Gianfranceschi        |
|    | Italia (bandiera) | C     | Benito Giorgi                 |
|    | Italia (bandiera) | C     | Pietro Gori                   |
|    | Italia (bandiera) | C     | Dario Kalemenic               |
|    | Italia (bandiera) | D     | Sergio Impinna                |
|    | Italia (bandiera) | P     | Alfredo Lombardi              |
|    | Italia (bandiera) | D     | Luciano Nencini               |
|    | Italia (bandiera) |       | Sanzani                       |
|    | Italia (bandiera) | A     | Pino Tognini                  |
|    | Italia (bandiera) | P     | Enrico De Tata                |